# Jin-Machine
Jin-Machine（ジンマシーン）は、日本のヴィジュアル系バンドである。愛称はジンマ。

## 概要
宮城県仙台市出身の4人組バンド。featuring16を中心に2005年頃結成。2011年に5名体制となる。
クリーンパートとデスパートに分かれたツインボーカルによる掛け合いと、メタルを基とした曲調にポップ、パンク、プログレ、果ては演歌やレゲエ、ボサノヴァなど様々な要素をカラフルに織り交ぜたミクスチャーロックに、時事ネタや社会問題などを題材としたヴィジュアル系らしからぬ世界観の歌詞を乗せた楽曲が特徴の一つ。
ステージ上では演奏にとどまらずコント、フリップ芸、大道芸や組体操などをライブ中に敢行するなど、パフォーマーとしての一面も併せ持っている。2022年現在、大道芸や組体操は披露されないが、featuring16によるトランペットの演奏や衣装を使用した芸(ハリウッドザコシショウを意識したズボンに上半身を入れ込む芸)等、日々新しいパフォーマンスが披露されている。メンバー自ら「一言で言うならコミックバンド」と述べるように、メディアでは ”お笑い系ヴィジュアルバンド”、”面白いヴィジュアル系” といったカテゴリで紹介されることが多いが、演奏面や音楽性の面でも高い技術を持つと評される。
そのスタイルからゴールデンボンバーと比較されることも多いが、彼らとは同期であり過去には対バンなども行っており、共にお笑いを出自とするボーカル同士のfeaturing16と鬼龍院翔とは現在も親交がある。
バンドコンセプトは「バンギャを始め、家族全員で楽しめるビジュアル系」。ライブのことを「ミサ」と呼ぶ。

## メンバー
featuring16（フィーチャリングイチロー）：MC / Vocal（クリーンパート）
ボーカル担当。生年月日は非公開、血液型は棄てた。
Jin-Machineのボーカルである一方、宮城県を拠点とする芸人事務所ティーライズに現在も所属するお笑い芸人である。この一見対極とも言える二足の草鞋について、本人は「舞台に立って人を楽しませるという点で、自分にとっては同じだった」としている。
通称閣下。これは結成当時、「聖飢魔IIのようなバンドを目指そうとしていたが挫折した」というエピソードをもとに誕生した呼び名である。
ライブでは主にクリーンパートのボーカルを担当。制作面ではほぼ全ての歌詞を担当している。
ルーベラ・木村・カエレ：ドラム / Drums
ドラムス担当。2月23日生まれで、血液型はB型。
2010年半ばよりサポートとして加入し、2011年2月に正式に加入。
サポート時はキムと名乗り顔の全てを隠す仮面を着けていたが、2012年3月のO-Crestワンマン・ミサにおいてマスクを外した顔を披露。その名残か、右目に仮面や眼帯、片眼鏡を着用していたが現在では素顔でステージに立つ。
ひもりと同じく、担当楽器のドラムの他にピアノ、ベース、ギターの演奏をこなすマルチプレイヤーであり、制作面では一部楽曲の作曲も担当している。

### 元メンバー
天竺 葵（てんじく あおい）
ギター担当。Jin-Machine以外にもバンドを掛け持ちしていたが、2008年脱退。
BLACK無糖
キーボード担当。在籍期間不明。
ロハンクラウディオ ルードビッヒ ヴァン メタポン3世
ギター担当。在籍期間不明。
エリザベスおしん
ギター担当。2009年3月3日付で脱退。
こじまひろ
ギター担当。2009年5月8日付で脱退。
YASU（ヤス）
ベース担当。2009年4月27日付で脱退。スキンヘッドが特徴。
村田“ポンチ”田吾作
ドラムス担当。2009年3月脱退。血液型はO型。
脱退後は東北で活動するヴィジュアル系バンド、Aiglare(2012年結成、2014年解散)で活動。
ブッシュドノエル・水月・アリッサ
ベース担当。
血液型はA型。名前が長いため、単に「水月（ミズキ）」と名乗ることが多い。愛称はみずにゃん、みっちゃん。
Jin-Machineでの活動の傍ら、仙台限定でDのローディーも務める。赤髪（現在はピンク）がトレードマーク。
X-JAPANのhideを尊敬しており、Xにヴィジュアルショックを受け、ヴィジュアル系を志す。メンバー内で唯一ヴィジュアル系をルーツとする。  生真面目な性格だがやや天然であり、その言動は時としてお笑い芸人を出自とするfeaturing16をも困惑させる。
2017年4月21日、家庭の事情のため同年7月9日をもってJin-Machineを脱退することを発表し、同月同日、脱退。
レジデンス涼羽-178：ていおん! / Bass
ベース担当。
水月脱退後の2017年7月16日より、サポートとしてJin-Machineに加入。同年11月12日に正式メンバーとなる。
BREAKERZ(ブレイカーズ)のサポートとして､ミュージックステーションに出演したことがある｡
アコースティックギター、エレクトリックギター 等も演奏可能。
東京スクールオブミュージック専門学校卒業。
家庭の事情のため 2021年12月26日付で脱退。
あっつtheデストロイ：破壊 / Vocal（デスパート）
ボーカル担当。1月12日生まれで、血液型はO型。
公式プロフィールによる担当パートは破壊と称されているが、ステージ上で破壊行動を行うわけではなく、シャウトやグロウルなどを駆使したデスボイスによる歌唱やヲタ芸等のパフォーマンスをメインに行う。
痩身長髪にコープス・ペイントを連想させる白塗りメイクというブラックメタルミュージシャンに見られるような出で立ちの通り、本人もメタルを愛好するが、その一方で自他共に認める "ガチヲタ" であり、声優の水樹奈々を崇拝している。2013年に出演したNHK仙台のイベント「センバク！」では、録画ゲストの水樹奈々にコメントで言及され感極まって床に激しく頭をこすりつけるシーンが見られた。
2019年4月から開催されたワンマン公演「ド新規のためのミサ」中の毎月メンバーひとりひとりが1曲曲を作詞作曲するコーナーにて披露された「チョコレートハーモニー」　や「さんまのうた」　を等を皮切りに、シンガーソングライターとしても活躍。CDを自主制作し、仙台や都内においても数多くのイベントへ参加。曲の題材は食べ物が多いが、自身が行う配信で視聴者にヒントを得たものや自身が突然思いついたこと等、題材もジャンルも幅広い。歌唱もミサにおけるデスボイスと違いクリーンで歌い、「幼女ボイス」という独自の歌唱方法による曲も多数ある。
近年では「あっつ飯」と呼ばれるツナの缶詰にめんつゆを混ぜた通称「あっつな」を筆頭に手軽にできる一品料理を数々披露し、クックパッドやSNSで発信。ミサでのメンバー紹介時「ミスタークックパッド」とfeaturing16に呼ばれることも増え、その呼び名で覚える人も増加中。紅茶検定を受験し資格を取得するなど活動の幅を広げている。
愛称はあったま。
実際の活動は2022年で一旦終了したが、2023年3月に卒業ミサ「グッド・ラック、グッド・アッツ」を開催し2023年3月19日の仙台公演をもって脱退。
マジョリカ・マジョルカ・マジカル☆ひもり：ギタ―――(ﾟ∀ﾟ)―――!! / Guitar
ギター担当。1988年3月3日生まれで、血液型はずっとO型だと思い込んでいたが後にB型と発覚。
Jin-Machineでの実質的なメインコンポーザーであり、大部分の作曲、アレンジを担当する。近年の作品では作詞作曲の両方や歌唱をつとめた楽曲もある。
担当楽器のギターの他に、ピアノ、ベース、ドラムの演奏もこなすマルチプレイヤーの顔も持ち、ステージではコーラスも行う。アイドルへの楽曲提供も多数行う。
近年は女形として活躍。従来のヴィジュアル系の女形とは違いナチュラルメイクの幼女系女形であるため、iPhoneに自撮り写真が幼い頃の思い出と分類されるほどである。
また、町でナンパされることも多々あり、初見の観客にも女だと勘違いされることも多い。
愛称はひもり、ひもりん。
2024年10月21日に開催された脱退ワンマンミサ 「クロス道路」をもって脱退。

## 来歴
2005年某日、featuring16を中心に宮城県仙台市で結成。翌年以降、年1度のペースでワンマンライブを敢行。
2007年、NHK仙台主催の音楽イベント「伊達者音楽闘技場」にて優勝。
2008年、NHK「MUSIC JAPAN」に出演。
2010年、ニコニコ大会議in仙台に出演。メンバー各々が「弾いてみた」動画を投稿したり、公式チャンネルの設立など活動の幅を広げる。
2011年、東京に進出。この年、V-ROCK FESTIVALに出演した他、ニコニコ公式キャラバン仙台にてfeaturing16が幹事を務める。
2012年、ニコニコ公式チャンネルを設立。エイベックス主催イベントa-nationに出演を果たしたほか、イベント、ワンマンツアーも行う。
2013年、10thシングル「バーニング俺ファイヤー」が第95回全国高校野球選手権記念埼玉大会中継テーマソングに起用された。

## ディスコグラフィ

### 参加作品
|   | 発売日       | タイトル | 形態 | 規格品番  | 収録曲                  | 備考                                                         |
| - | ------------ | -------- | ---- | --------- | ----------------------- | ------------------------------------------------------------ |
| 1 | 2010年8月1日 | MVP48    | CD   | MVP48-001 | 8. 違法コピーしたら殺す | 東北のヴィジュアル系バンド12組が参加したオムニバスアルバム。 |

## 書籍
- アーティスト・ブック『読んでくれ〜』 2013年7月31日、フールズメイト　ISBN 978-4938716813
- 『最短合格！ジンマ式 よくわかるジンマシーン3級合格ドリル～Jin-Machineだいたい結成5年記念公式本～ 』 2016年3月9日、ヤマハミュージックメディア  ISBN 978-4-636-92974-4

## 楽曲提供
- いぎなり東北産
  - 「乾杯ニッポン」（作詞・作曲・編曲　まじかる☆ひもり）
  - 「青春修学旅行」（作詞・作曲・編曲　まじかる☆ひもり）
  - 「あなたは」（作詞・作曲・編曲　まじかる☆ひもり）
  - 「sister」（作詞・作曲・編曲　まじかる☆ひもり）
  - 「Action!」（作詞・作曲・編曲　まじかる☆ひもり）
  - 「微妙」（作曲・編曲　まじかる☆ひもり）
  - 「NIWAKA」（作詞・作曲・編曲　まじかる☆ひもり）
  - 「Beyond the screen」（作詞・作曲・編曲　まじかる☆ひもり）

## メディア出演
ラジオ
- Jin-Machineのモーニングレディオ（ラジオ3）